# Recommended exposure limit
Recommended exposure limit (REL) (dansk: anbefalet grænseværdi for eksponering) er en arbejdspladsgrænseværdi, der er blevet anbefalet af det amerikanske National Institute for Occupational Safety and Health til Occupational Safety and Health Administration (OSHA) som permissible exposure limit ("tilladt grænseværdi for eksponering"). REL er det niveau som NIOSH mener vil kunne beskytte en arbejders sikkerhed og helbred henover et helt arbejdsliv hvis det anvendes i kombination med vedtaget arbejdspraksis på området, såsom sundhedsmæssig overvågning, skiltning med faresymboler, optræning i håndtering af farligt materiale og sikkerhedsudstyr. Intet REL er nogensinde blevet vedtaget af OSHA, men de er blevet anvendt som vejledende af nogle industri- og interesseorganisationer. REL for kemisk eksponering udtrykkes normalt i parts per million (ppm), eller somme tider i milligram pr. kubikmeter (mg/m3). Selvom de ikke er juridisk håndhævelige grænseværdier, tages NIOSH's REL'er med i OSHA's overvejelser ved udformningen af juridisk håndhævelige PEL'er.